# Broomtrifluoride
Broomtrifluoride is een interhalogeen, een anorganische verbinding met de formule {\displaystyle {\ce {BrF3}}}. Het is een strogele vloeistof met een doordringende geur. Veel mensen omschrijven de geur als "bleekwater". Het is oplosbaar in zwavelzuur, maar reageert heftig met water en organische verbindingen. Het is een krachtig fluorinerend reagens en een ioniserend anorganisch oplosmiddel. In de kernindustrie speelt het een rol in het verrijken van uranium en de recycling van kernafval.

## Synthese
Brroomtrifluoride is in 1906 voor het eerst beschreven door Paul Lebeau in 1906, die de stof verkreeg in een reactie tussen broom en fluor bij 20 °C:
{\displaystyle {\ce {Br2 \ + \ 3 F2 \ -> \ 2 BrF3}}}
De disproportioneringsreactie van broommonofluoride leidt ook tot ander andere {\displaystyle {\ce {BrF3}}}:
{\displaystyle {\ce {3BrF\ ->\ BrF3\ +\ Br2}}}

## Structuur
Net als chloor- en joodtrifluoride lijkt het {\displaystyle {\ce {BrF3}}}-molecuul op een vlakke "T". In de VSEPR-theorie wordt de elektronenverdeling rond het broom-atoom het best beschreven als een trigonale bipiramide. De fluoratomen bezetten de apicale (top van de piramide) posities en één equatoriale. De overige twee equatoriale posities worden ingenomen door vrije elektronenparen. De afstand tussen het broom-atoom en elk van de apicale fluor-atomen is 181 pm, naar het fluor-atoom in de equatoriale positie bedraagt de afstand 172 pm. De hoek tussen een binding naar een apicaal fluor-atoom en de binding naar het equatoriale fluoratoom is iets kleiner dan de verwachte 90° — namelijk 86,2°. De afwijking wordt veroorzaakt door de afstotende werking van de twee vrije elektronenparen, die groter is dan die van de Br-F-binding.

## Chemische eigenschappen
{\displaystyle {\ce {BrF3}}} reageert snel en exotherm met water, waarbij de gassen waterstoffluoride en waterstofbromide vrijkomen:
{\displaystyle {\ce {BrF3\ +\ 2H2O\ ->\ 3HF\ +\ HBr\ +\ O2}}}
{\displaystyle {\ce {BrF3}}} is een sterk fluoriderend reagens, hoewel minder sterk dan chloortrifluoride Bij een temperatuur van −196 °C (vloeibare stikstof), reageert het al met acetonitril, waarbij 1,1,1-trifluorethaan ontstaat:
{\displaystyle {\ce {2BrF3\ +\ 2CH3CN\ ->\ CH3CF3\ +\ Br2\ +\ N2}}}
Ten gevolge van auto-ionisatie is de vloeistof elektrisch geleidend:
{\displaystyle {\ce {2BrF3\ {\overrightarrow {\longleftarrow }}\ BrF2^{+}\ +\ BrF4^{-}}}}
Fluoridezouten lossen makkelijk in {\displaystyle {\ce {BrF3}}} op onder vorming van tetrafluorbromaat:
{\displaystyle {\ce {KF\ +\ BrF3\ ->\ K^{+}\ +\ BrF4^{-}}}}
Naar Lewiszuren gedraagt broomtrifluoride zich als een fluoride-donor:
{\displaystyle {\ce {BrF3\ +\ SbF5\ ->\ [BrF2^{+}][SbF6^{-}]}}}